# Теодор Трихина
Теодор Трихина је хришћански аскета 4. века. 
Пореклом је Цариграђанин, и син богатих родитеља. Као младић оставио је своје родитеље, дом и богатство, и настанио се у једном пустињском манастиру у Тракији. Ту се предао веома тешким подвизима. Спавао је на камењу — да би само мање сна имао, ишао је стално гологлав, и одевао се у једну хаљину од кострети, због чега је и прозван Трихин или Кострет. Хришћани верују да га је, због великог самомучења ради спасења душе, Бог обдарио великим даром чудотворства и за време живота и после смрти. Мирно је скончао око 400. године. Тело му се показало мироточивим.
Српска православна црква слави га 20. априла по црквеном, а 3. маја по грегоријанском календару.